# Diarhabdosia minima
Diarhabdosia minima là một loài bướm đêm thuộc phân họ Arctiinae, họ Erebidae.